# Sesuvium
Sesuvium és un gènere de plantes suculentes dins la família de les aïzoàcies. Conté unes vuit espècies de distribució pantropical.

## Algunes espècies
- Sesuvium crithmoides Welw. – Tropical Sea-purslane
- Sesuvium edmonstonei Hook.f. – Galápagos Carpet Weed
- Sesuvium maritimum (Walter) B.S.P. – Slender Sea-purslane
- Sesuvium microphyllum Willd.
- Sesuvium portulacastrum (L.) L. – Shoreline Sea-purslane
- Sesuvium sessile Pers. – Western Sea-purslane
- Sesuvium trianthemoides Correll – Texas Sea-purslane
- Sesuvium verrucosum Raf. – Verrucose Sea-purslane[2]